# Coursetia caribaea
Coursetia caribaea är en ärtväxtart som först beskrevs av Nikolaus Joseph von Jacquin, och fick sitt nu gällande namn av Matt Lavin. Coursetia caribaea ingår i släktet Coursetia, och familjen ärtväxter.

## Underarter
Arten delas in i följande underarter:
- C. c. astragalina
- C. c. caribaea
- C. c. chiapensis
- C. c. ochroleuca
- C. c. pacifica
- C. c. sericea
- C. c. tomentosa
- C. c. trifoliolata